# Volcan de Tequila
Volcan de Tequila är en vulkan i Mexiko.   Den ligger i delstaten Jalisco, i den centrala delen av landet, 500 km väster om huvudstaden Mexico City. Toppen på Volcan de Tequila är 3 000 meter över havet.
Terrängen runt Volcan de Tequila är huvudsakligen kuperad, men norrut är den bergig. Volcan de Tequila är den högsta punkten i trakten. Runt Volcan de Tequila är det ganska tätbefolkat, med 134 invånare per kvadratkilometer. Närmaste större samhälle är Tequila, 10,6 km norr om Volcan de Tequila. I omgivningarna runt Volcan de Tequila växer huvudsakligen savannskog.